# Flames for All
Flames for All is het vierde album van de band Fatso Jetson. Het is het enige album met Gary Arce (Yawning Man) in de line-up.

## Track listing
| nr. | titel                                     | duur |
| --- | ----------------------------------------- | ---- |
| 1   | The Untimely Death Of The Keyboard Player | 3:04 |
| 2   | Vatos Of The Astral Plane                 | 3:51 |
| 3   | Fucked Up And Famous                      | 4:11 |
| 4   | Flames For All                            | 3:53 |
| 5   | Icon To Excon                             | 1:32 |
| 6   | Let's Clone                               | 2:52 |
| 7   | August In Lawndale                        | 2:28 |
| 8   | Graffiti In Space                         | 4:09 |
| 9   | Deaf Conductor                            | 5:38 |

## Bandleden
- Mario Lalli - Zang en Gitaar
- Larry Lalli - Basgitaar
- Gary Arce - Gitaar
- Tony Tornay - Drums
- Steve Feldman - Drums (op track 7)

Opgenomen en gemixt door: Fatso Jetson en Mike Thuney